# Et tu, Brute?

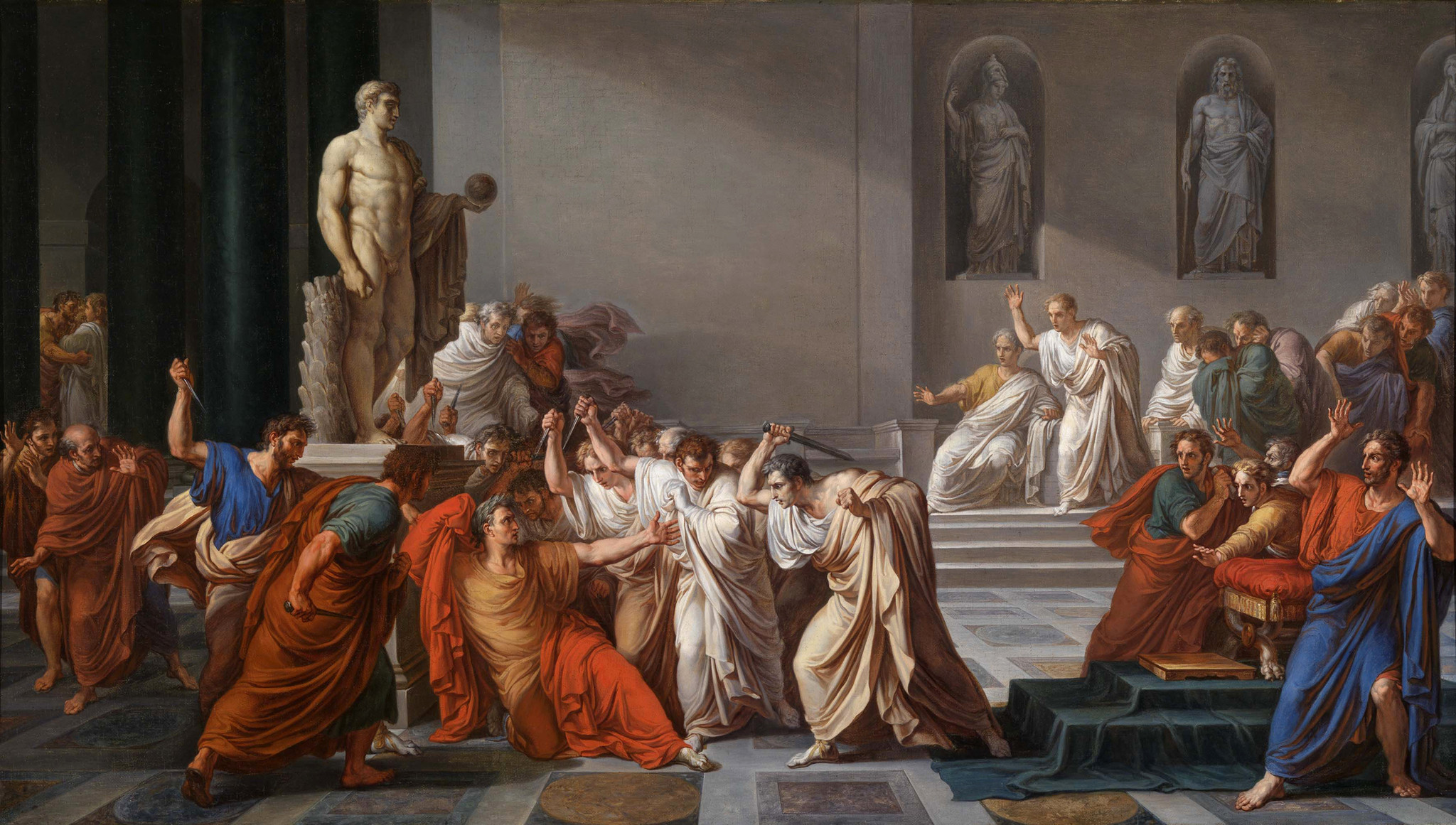
Винченцо Камуччини. «Смерть Цезаря»

Et tu, Brute? (с лат. — «И ты, Брут?») — по легенде, последние слова Юлия Цезаря, обращённые к своему убийце — Марку Юнию Бруту.

## История

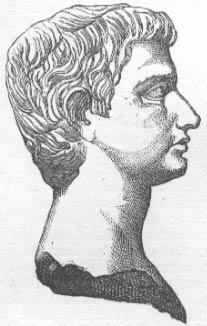
Юний Брут

В мартовские иды (15 марта) 44 года до н. э. заговорщики во главе с Брутом и Гаем Кассием Лонгином убили Цезаря, считавшего Брута своим другом (по одной версии, Брут был его приёмным сыном). Поначалу Цезарь сопротивлялся нападавшим, но, увидев Брута, сказал эти слова и предоставил себя на расправу.
По-видимому, Цезарь не говорил «Et tu, Brute?» в точности. По разным современным ему источникам, он либо умер, не проронив ни звука, либо сказал по-гречески «И ты, дитя моё» (др.-греч. Καὶ σὺ, τέκνον) или по-латыни «И ты, Брут, сын мой!» (лат. Tu quoque, Brute, fili mi!). Самый распространённый в наше время вариант этой фразы происходит из пьесы Уильяма Шекспира «Юлий Цезарь».
Распространена ошибка, при которой фраза воспроизводится как «Et tu, Brutus?», однако имя Брута (Marcus Iunius Brutus) по правилам латинского языка здесь должно стоять не в именительном, а в звательном падеже.

## Культурное влияние
В новое время «И ты, Брут?» широко применяется в случаях, когда говорящий считает, что его предал тот, кому он прежде доверял.
Данное выражение прочно ассоциируется с Юлием Цезарем или пьесой Шекспира. Например, в романе Ильфа и Петрова «Золотой телёнок» в главе XVI описывается мнимый сумасшедший, симулировавший бред величия и именовавший себя Юлием Цезарем, который произносил эту фразу в различных вариантах, адаптированных под советские реалии 1930-х годов («И ты, Брут, продался ответственным работникам!»; «И ты, Брут, продался большевикам!»).

Фраза обыграна в романе Льва Кассиля «Вратарь республики»:
«И ты, брутто!» — воскликнул нетто, завернулся в тару и упал.

## Трактовка
Фраза «И ты, Брут?» воспринимается как вопрос, связанный с потрясением от предательства Брута. Однако существует мнение, что на самом деле фраза подразумевала проклятье и угрозу, — Цезарь адаптировал слова греческого выражения, которое стало поговоркой у римлян. Полностью фраза должна звучать так: «И ты, мой сын, почувствуешь вкус власти». Произнеся первые слова фразы, Цезарь как бы заклинал Брута, предвещая его насильственную смерть. Иначе говоря, смысл слов Цезаря по этой трактовке: "Ты следующий".